# Andreas Krause (Forstwissenschaftler)
Andreas Krause (* 1974 in Königs Wusterhausen) ist ein deutscher Forstwissenschaftler, Hochschullehrer an der Universität Hamburg und Institutsleiter des Thünen-Institutes für Holzforschung.

## Leben und Wirken
Krause studierte von 1994 bis 1999 Forstwissenschaften an der Georg-August-Universität Göttingen. Nach dem Studium war er bis 2001 als Referendar bei den Niedersächsischen Landesforsten beschäftigt. Von 2001 bis 2006 war er als wissenschaftlicher Mitarbeiter am Institut für Holzbiologie und Holztechnologie der Universität Göttingen tätig und wurde 2006 zum Dr. forest. promoviert (Thema: Holzmodifizierung mit N-Methylolvernetzern). In dieser Zeit war Krause bis 2007 auch als Projektkoordinator für verschiedene Projekte an der Universität Göttingen eingesetzt. Von 2007 bis 2013 war er zudem Teamleiter für den Arbeitsbereich Wood-Plastic-Composites in Göttingen. Im Jahre 2013 folgte er dem Ruf nach Hamburg und besetzte, zusammen mit Jörg B. Ressel, den Lehrstuhl für Holzphysik am Zentrum Holzwirtschaft.
Im März 2020 wurde Krause Institutsleiter des Thünen-Institutes für Holzforschung.

## Auszeichnung
- 2007: Schweighofer Prize (mit Holger Militz) für einen innovativen und witterungsbeständigen Holzwerkstoff durch Holzvernetzung[2]